# Conolophia rubrifusa
Conolophia rubrifusa är en fjärilsart som beskrevs av Max Joseph Bastelberger 1909. Conolophia rubrifusa ingår i släktet Conolophia och familjen mätare. Inga underarter finns listade i Catalogue of Life.